# The Maddening
The Maddening é um filme de suspense erótico psicológico produzido nos Estados Unidos, dirigido por Danny Huston e lançado em 1995. Foi baseado em um romance de Andrew Neiderman.